# David Turner (remero)
David Lindsay Turner (Oakland, 23 de septiembre de 1923-Jacksonville, 26 de junio de 2015) fue un deportista estadounidense que compitió en remo. Fue hermano del también remero Ian Turner.
Participó en los Juegos Olímpicos de Londres 1948, obteniendo una medalla de oro en la prueba de ocho con timonel. Posteriormente hizo la carrera militar y luchó en Corea y en Vietnam. En 1969 abandonó el ejército y entró a trabajar en la NOAA.

## Palmarés internacional
| Juegos Olímpicos | Juegos Olímpicos      | Juegos Olímpicos | Juegos Olímpicos |
| Año              | Lugar                 | Medalla          | Prueba           |
| ---------------- | --------------------- | ---------------- | ---------------- |
| 1948             | Londres (Reino Unido) | Medalla de oro   | Ocho con timonel |